# Béhoust
Béhoust település Franciaországban, Yvelines megyében. Lakosainak száma 523 fő (2022. január 1.). Béhoust Flexanville, Garancières, Millemont és Orgerus községekkel határos.

## Népesség
A település népességének változása:
| Lakosok száma | 481  | 460  | 468  | 460  | 469  | 479  | 488  | 498  | 523  |
|               | 2013 | 2015 | 2016 | 2017 | 2018 | 2019 | 2020 | 2021 | 2022 |